# Provincia de los Sudetes
La Provincia de los Sudetes (en alemán: Provinz Sudetenland) fue establecida el 29 de octubre de 1918 por antiguos miembros del Consejo Imperial Cisleitano, la legislatura gobernante del desmoronado Imperio austrohúngaro. Comprendía partes de habla alemana de Moravia, Bohemia y la Silesia austriaca, y estaba destinada a convertirse en parte integrante de la recién proclamada República de Austria Alemana.
La provincia fue establecida originalmente por el gobierno provisional de la llamada "Moravia Alemana", que pretendía representar los intereses alemanes en Moravia. Como capital provisional fue declarada Troppau (Opava). Imitaba un establecimiento provincial similar en Bohemia, donde Reichenberg (Liberec) era la capital.
Junto con otras regiones de habla alemana, estas provincias estaban destinadas a integrarse finalmente en Austria, sobre la base de los Catorce Puntos de Woodrow Wilson, que enfatizaban el derecho a la autodeterminación de los pueblos. Tanto las provincias de la Bohemia Alemana como la Moravia Alemana fueron entregadas a la recién proclamada República Checo-Eslovaca. Las tropas checoslovacas ocuparon la provincia a principios de 1919, y la anexión de dicha provincia a Checoslovaquia fue confirmada por el Tratado de Saint-Germain-en-Laye, que se firmó el 10 de septiembre de 1919.
En 1919 vivían en la provincia alrededor de 646.800 personas de etnia alemana y 25.000 de etnia checa.
La mayoría de los pobladores de etnia alemana en toda Checoslovaquia, incluyendo lo que fue la Provincia de los Sudetes, fueron expulsados tras la finalización de la Segunda Guerra Mundial. En 1950 surgiría en su defensa y reclamo la Asociación de Compatriotas Alemanes de los Sudetes.